# Giochi olimpici
I Giochi olimpici dell'era moderna sono un evento sportivo quadriennale che prevede la competizione tra i migliori atleti del mondo in quasi tutte le discipline sportive praticate nei cinque continenti abitati. 
Essi, pur essendo comunemente chiamati anche Olimpiadi, non sono da confondere con l'Olimpiade: quest'ultima indica l'intervallo di tempo di quattro anni che intercorre tra un'edizione dei Giochi olimpici estivi e la successiva. Per questo, anche se i Giochi del 1916, 1940 e 1944 non sono stati disputati, si è continuato a conteggiare le Olimpiadi, cosicché i Giochi di Parigi 2024 sono stati la trentatreesima edizione.
Il nome Giochi olimpici è stato scelto per ricordare i Giochi olimpici antichi che si svolgevano nell'Antica Grecia in onore degli dei presso la città di Olimpia, nei quali si sfidavano i migliori atleti greci. Il barone Pierre de Coubertin alla fine del XIX secolo ebbe l'idea di organizzare dei giochi simili a quelli dell'antica Grecia, e quindi preclusi al genere femminile, ma su questo punto non venne ascoltato. Le prime Olimpiadi dell'era moderna si svolsero ad Atene nel 1896. A partire dal 1924, vennero istituiti anche dei Giochi olimpici specifici per gli sport invernali. In più, esistono anche le Paralimpiadi, competizioni per persone disabili. Dal 1994 l'edizione invernale non si tiene più nello stesso anno di quella estiva, ma sfalsata di due anni.
La bandiera olimpica, uno dei simboli più riconosciuti al mondo, raffigura cinque anelli intrecciati in campo bianco, che simboleggiano i cinque continenti. I colori scelti sono presenti nelle bandiere di tutte le nazioni, quindi la loro combinazione simboleggia tutti i Paesi, mentre l'intreccio degli anelli rappresenta l'universalità dello spirito olimpico.
Le regole e le linee guida per l'organizzazione dei giochi olimpici (sia quelli estivi sia quelli invernali), compreso come deve essere il simbolo delle Olimpiadi, quale deve essere la bandiera e il motto, sono contenuti nella Carta Olimpica, un documento ufficiale composto da 6 capitoli e 61 paragrafi, nei quali si spiegano i valori del Movimento olimpico, come si celebrano, si organizzano e si amministrano i giochi olimpici.

## Storia

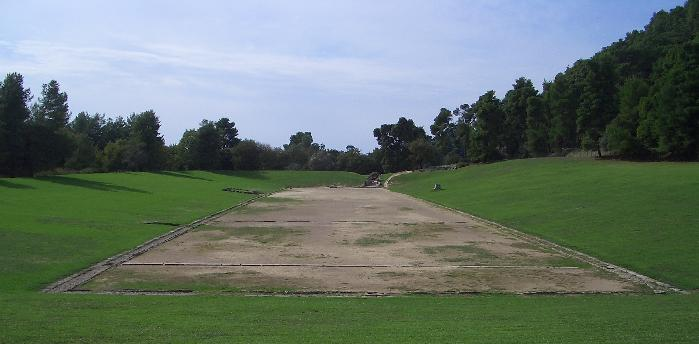
Stadio di Olimpia

### Antica Grecia
I primi giochi olimpici si svolsero nel 776 a.C. a Olimpia, in Grecia. All'inizio era essenzialmente una manifestazione locale e veniva disputata unicamente una gara di corsa. Successivamente si aggiunsero altri sport e i Giochi arrivarono a comprendere corsa (anche con i carri), pugilato, lotta e pentathlon.
Da quel momento in poi, i Giochi divennero lentamente sempre più importanti in tutta la Grecia antica, diventando anche il punto d'inizio dei loro calendari, raggiungendo l'apice nel VI secolo a.C. e nel V secolo a.C. Le Olimpiadi avevano anche un'importanza religiosa, in quanto si svolgevano in onore di Zeus, una statua del quale si trovava a Olimpia. Il numero di gare crebbe a venti, e le celebrazioni si estendevano su più giorni. I vincitori delle gare erano ammirati e immortalati. I Giochi si tenevano ogni quattro anni e il periodo della celebrazione divenne noto come Olimpiade. Per tutta la durata dei giochi (cinque giorni) venivano sospese le guerre in tutta la Grecia: questa era chiamata tregua olimpica.
La partecipazione era riservata a greci liberi che potessero vantare antenati greci. La necessità di dedicare molto tempo agli allenamenti comportava che solo i membri delle classi più facoltose potessero prendere in considerazione di partecipare. Venivano esclusi dalla partecipazione gli schiavi, gli stranieri, gli assassini, i sacrileghi e le donne.
I Giochi persero gradualmente importanza con l'aumentare del potere romano in Grecia. Sorsero problemi legati alla corruzione all'interno delle competizioni sportive, nonché problemi legati alla sicurezza delle manifestazioni.
L'avvento del Cristianesimo ebbe un'influenza determinante sul declino dei Giochi e la loro estinzione. Quando il cristianesimo divenne la religione ufficiale dell'Impero romano, i vescovi e gli scrittori cristiani palesarono la loro avversione per le celebrazioni e i riti pagani e la loro repulsione nei confronti dell'agonismo. I Padri della Chiesa in numerosi scritti esortano i cristiani a resistere alle infatuazioni dei ludi agonali: sant'Agostino deprecò con toni aspri gli spettacoli atletici. Fu così che nel 393 d.C., sulla scia della strage di Tessalonica (avvenuta tre anni prima), dietro l'influenza del vescovo di Milano Ambrogio, l'imperatore Teodosio li vietò, ponendo fine a una storia durata più di 1 000 anni.

### La rinascita dei Giochi olimpici

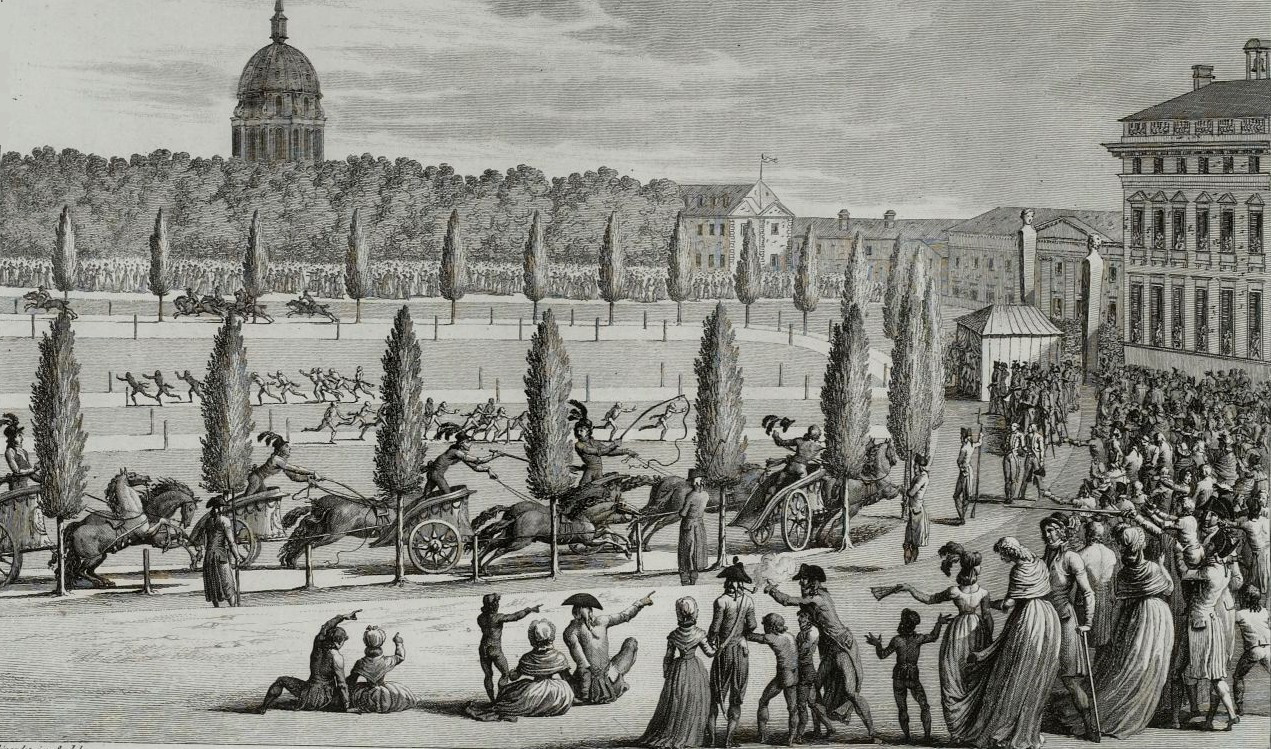
Olimpiadi della Repubblica (1796), Museo della Rivoluzione francese

La memoria degli antichi Giochi olimpici rimase viva, esercitando fascino e inducendo, nell'età moderna, a delle rievocazioni: già nel XVII secolo, si teneva in Inghilterra un festival sportivo che prendeva proprio il nome dalle Olimpiadi. Nei secoli seguenti eventi simili vennero organizzati in Francia e in Grecia, ma si trattava di manifestazioni su piccola scala e sicuramente non internazionali. Questo era il caso al tempo della Rivoluzione francese quando si svolsero le Olimpiadi della Repubblica nel 1796, 1797 e 1798. L'interesse nella rinascita dei Giochi olimpici crebbe quando le rovine dell'antica Olimpia vennero scoperte dagli archeologi tedeschi alla metà del XIX secolo.

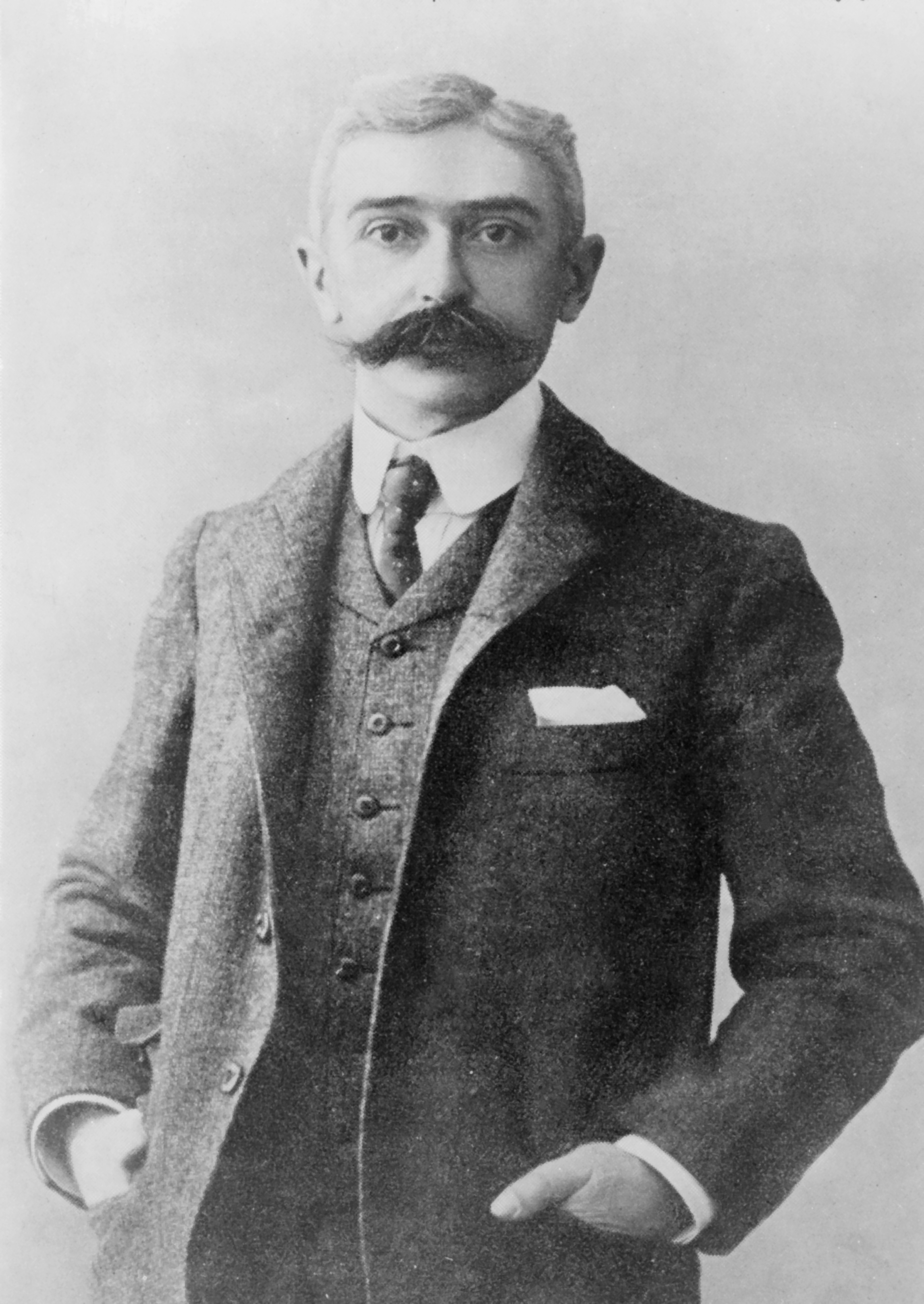
Il barone Pierre de Coubertin

Contemporaneamente un barone francese, Pierre de Coubertin, cercava una spiegazione alla sconfitta francese nella guerra franco-prussiana (1870-1871). Giunse alla conclusione che i francesi non avevano ricevuto un'educazione fisica adeguata, e si impegnò per migliorarla. De Coubertin voleva anche trovare un modo di avvicinare le nazioni, di permettere ai giovani del mondo di confrontarsi in una competizione sportiva, piuttosto che in guerra. La rinascita dei Giochi avrebbe permesso di raggiungere entrambi gli obiettivi.
Nel 1892, durante il quinto anniversario dell'Unione delle società francesi degli sport atletici, De Coubertin chiese il rilancio dei Giochi olimpici, ma senza molto successo. De Coubertin presentò ancora una volta in pubblico le sue idee nel giugno 1894 durante un congresso presso l'università della Sorbona a Parigi. Il 23 giugno, ultimo giorno del congresso, venne deciso che i primi Giochi olimpici dell'era moderna si sarebbero svolti nel 1896 ad Atene, in Grecia, la terra dove erano nati in antichità. Fu fondato il Comitato Olimpico Internazionale (CIO) per organizzare l'evento, sotto la presidenza del greco Demétrios Vikélas.
Le prime Olimpiadi dell'era moderna furono un successo. Con 241 atleti, fu per l'epoca il più grande evento sportivo internazionale mai organizzato. La Grecia chiese di diventare sede permanente di tutti i futuri Giochi olimpici, ma il CIO decise che le Olimpiadi avrebbero dovuto essere organizzate di volta in volta in una nazione diversa, al fine di sottolinearne maggiormente l'universalità. Le seconde Olimpiadi furono assegnate a Parigi, Francia.

## Interferenze con le Olimpiadi

### Guerra
Contrariamente alle speranze del barone De Coubertin, le Olimpiadi non impedirono le guerre. I Giochi della VI Olimpiade nel 1916 furono cancellati a causa dello scoppio della prima guerra mondiale, e lo stesso avvenne per le edizioni del 1940 e del 1944 a causa della seconda guerra mondiale. Inoltre i vincitori della prima guerra mondiale impedirono alle nazioni sconfitte di partecipare ai Giochi di Anversa 1920. Lo stesso accadde nel 1948; tutte le nazioni che persero la guerra (tranne l'Italia, a cui venne riconosciuta l'attenuante di aver dichiarato guerra, dopo l'armistizio del 1943, all'invasore tedesco) vennero escluse dai Giochi di Londra. Dal 1992 il CIO in occasione di ogni Olimpiade chiede ufficialmente alla comunità internazionale (con il supporto dell'ONU) di osservare la tregua olimpica.

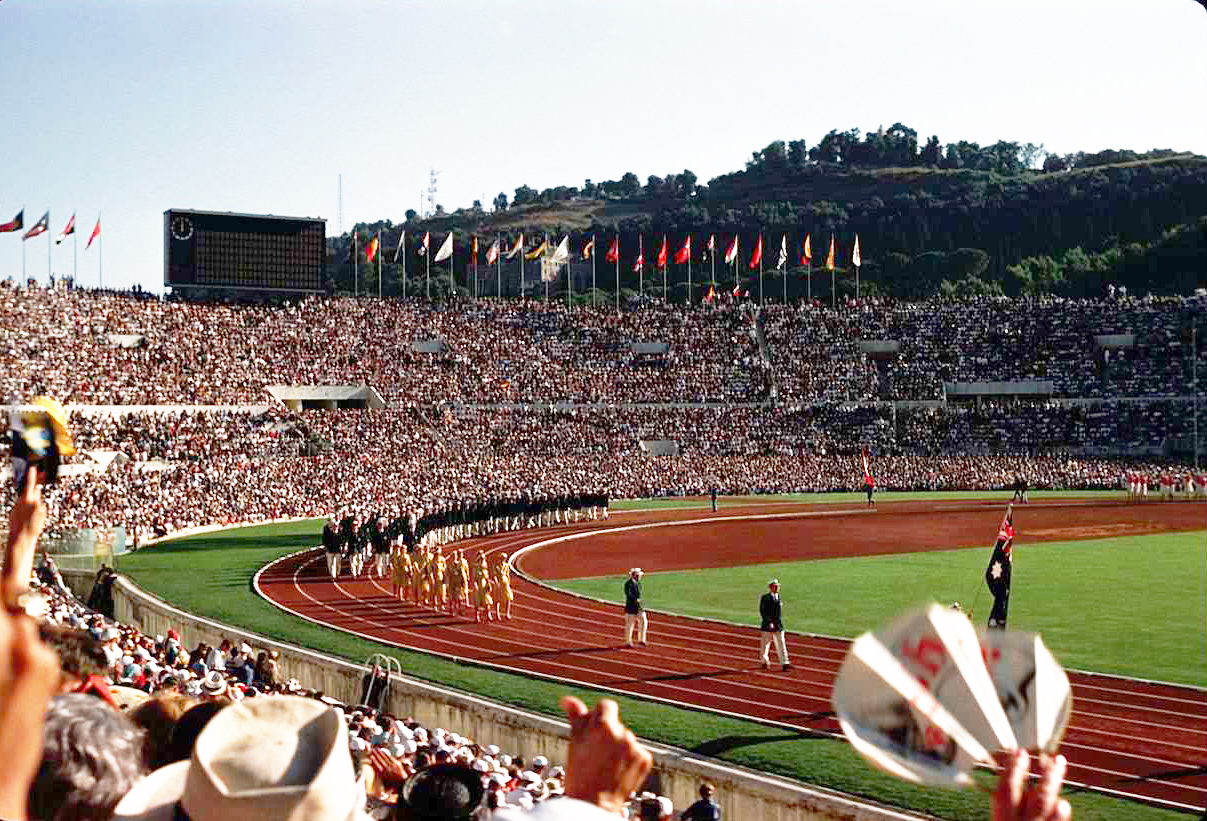
Lo stadio Olimpico di Roma nel giorno della cerimonia d'inaugurazione dei Giochi

### Politica
La politica interferì sullo svolgimento delle Olimpiadi anche in altre occasioni. I Giochi di Berlino 1936 furono utilizzati come strumento di propaganda dal Partito Nazionalsocialista Tedesco dei Lavoratori. In queste Olimpiadi, Luz Long diede a Jesse Owens consigli utili per vincere il salto in lungo, nonostante fosse un suo avversario; questo gesto viene considerato da molti un esempio di "vero spirito olimpico". La Spagna non prese parte a queste Olimpiadi e, come contromanifestazione a queste, il governo spagnolo del Fronte Popolare organizzò a Barcellona una competizione sportiva internazionale chiamata Olimpiade Popolare, che non poté tuttavia avere luogo a causa dello scoppio della guerra civile spagnola.
L'URSS non prese parte ai Giochi fino alle Olimpiadi di Helsinki 1952 e dal 1928 al 1956 organizzò una competizione sportiva internazionale chiamata Spartachiadi. Molti atleti comunisti scelsero di non disputare le Olimpiadi e disputarono invece le Spartachiadi.
I Giochi di Melbourne 1956 furono i primi a essere boicottati: Paesi Bassi, Spagna e Svizzera rifiutarono di parteciparvi in segno di protesta per la repressione da parte sovietica della rivolta ungherese del 1956; inoltre anche Cambogia, Egitto, Iraq e Libano boicottarono i Giochi a causa della crisi di Suez.
Durante le celebrazioni dei giochi di Città del Messico 1968, due atleti afroamericani della squadra di atletica leggera degli Stati Uniti d'America, Tommie Smith e John Carlos, nel corso dell'esecuzione dell'inno statunitense alla cerimonia di premiazione dei 200 metri eseguirono il saluto delle Pantere Nere per denunciare il razzismo contro gli afroamericani negli Stati Uniti.
Il massacro di Monaco di Baviera fu un evento terroristico avvenuto durante le Olimpiadi estive del 1972, a Monaco di Baviera (Germania Ovest). Un commando dell'organizzazione terroristica palestinese Settembre Nero irruppe negli alloggi destinati agli atleti israeliani del villaggio olimpico, uccidendo subito due atleti che avevano tentato di opporre resistenza e prendendo in ostaggio altri nove membri della squadra olimpica di Israele. Durante il sequestro e il successivo tentativo di liberazione da parte della polizia tedesca, tutti gli atleti sequestrati furono uccisi; morirono anche cinque fedayyin e un poliziotto tedesco.
Negli anni settanta e ottanta furono invece i boicottaggi a segnare i Giochi. Prima furono i paesi africani a boicottare Montréal 1976 per protestare contro la tournée in Sudafrica, in pieno regime di apartheid, della nazionale neozelandese di rugby. Ai Giochi di Mosca 1980 furono gli Stati Uniti, assieme ad altri paesi del blocco occidentale, a rifiutarsi di partecipare a causa dell'intervento sovietico in Afghanistan. Per reazione, i sovietici e i loro partner del blocco orientale boicottarono i successivi Giochi di Los Angeles 1984. Inoltre la Corea del Nord boicottò le olimpiadi di Seul 1988 e venne appoggiata da Cuba, Madagascar, Etiopia e Nicaragua.

### Pandemia di COVID-19
Il 24 marzo 2020 è stato annunciato il rinvio al 2021 dei Giochi della XXXII Olimpiade per la pandemia di COVID-19. Per tale rinvio, per la prima volta nella storia dei Giochi olimpici estivi, la manifestazione si disputa in un anno dispari e, per l'emergenza sanitaria, senza pubblico.

## Il Comitato olimpico internazionale
Il Movimento Olimpico racchiude tutte quelle organizzazioni e federazioni sportive nazionali e internazionali, media, atleti, funzionari, giudici, e in generale ogni persona e istituzione che aderisce alle norme della Carta Olimpica. Il Comitato Olimpico Internazionale, fondato il 23 giugno 1894 dal barone francese Pierre de Coubertin, è l'autorità a capo del Movimento Olimpico. Il suo ruolo è quello di promuovere sport, anche di alti livelli, solamente come sport, per tutti, e senza distinzioni. Inoltre, garantisce la regolare organizzazione dei Giochi e incoraggia fortemente la promozione dello sport femminile, dell'etica sportiva e dello sport pulito, senza doping. Le regole e le linee guida in base alle quali il CIO opera sono delineate nello Statuto Olimpico.
Il Comitato Olimpico Internazionale è attualmente guidato dal tedesco Thomas Bach.
Tre gruppi di organizzazioni operano a un livello più specialistico:
- Le Federazioni internazionali, i corpi di governo internazionali di uno sport (ad esempio la FIFA, Federazione internazionale del calcio, e la FIBA, la Federazione internazionale della pallacanestro)
- I Comitati Olimpici Nazionali, che regolano il Movimento Olimpico all'interno di una nazione (ad esempio, il CONI è il Comitato Olimpico dell'Italia)
- I Comitati Organizzatori dei Giochi olimpici, che si occupano dell'organizzazione di una specifica edizione delle Olimpiadi.

Attualmente, 202 Comitati Olimpici Nazionali e 35 Federazioni Internazionali fanno parte del Movimento Olimpico. I Comitati Organizzatori dei Giochi vengono disciolti dopo le celebrazioni dei Giochi, quando tutto il lavoro burocratico è stato svolto.
Il CIO ritiene tutti i diritti relativi alla organizzazione, marketing, trasmissione, e riproduzione attraverso qualunque mezzo dei Giochi olimpici. È titolare di tutti i diritti riguardanti i giochi olimpici estivi e invernali: simboli, bandiera, immagine, motto, inno, compreso il simbolo dei cinque cerchi.
Il Movimento Olimpico riceve la maggior parte dei suoi finanziamenti dai diritti dei Giochi comprati dalle televisioni di tutto il mondo. Inoltre beneficia dei Partner Olimpici, attraverso un programma di sponsorizzazione, che comprende molte società multinazionali.
La sede del CIO è a Losanna, Svizzera.

### Contestazioni al CIO
Il CIO è stato più volte oggetto di contestazione da parte di associazioni e della società civile. Fra i tanti aspetti che vengono contestati, il fatto che alcuni membri del CIO stesso fossero uomini politicamente legati a dittatori.
Emblematici i casi di Juan Antonio Samaranch, ex presidente del CIO ed elemento di spicco della dittatura di Francisco Franco, e di Mohamad Bob Hasan, ex membro del CIO e ministro del dittatore Suharto. Particolari contestazioni suscitarono l'assegnazione dell'"Ordine Olimpico" a personalità dittatoriali e sanguinarie, come Nicolae Ceaușescu e a personalità discusse, come Henry Kissinger.
Un elemento di critica è la riproposizione del rito della marcia della fiamma olimpica, introdotto dal regime nazista di Adolf Hitler durante le olimpiadi di Berlino nel 1936.
Altre perplessità nascono dalle ragioni dell'assegnazione della sede di svolgimento dei giochi olimpici. Tale aspetto è balzato agli onori della cronaca durante i giochi invernali di Salt Lake City, dove la magistratura inquirente ha ipotizzato reati di corruzione nei confronti di alcuni membri per avvantaggiare alcune candidature piuttosto di altre. La procedura di assegnazione prevede che a circa dieci anni dalla data delle competizioni si presentino davanti al CIO le città candidate, rappresentate dai comitati promotori, sottoponendo il loro programma sportivo e infrastrutturale e ponendolo al vaglio e allo studio del CIO.
Dopo la votazione si passa alla firma di un contratto piuttosto complesso, in cui è previsto, tra l'altro, che i governi nazionali firmatari garantiscano che una percentuale degli incassi (per esempio, i proventi del marketing) andranno al CIO e che questi non sarà coinvolto in eventuali passivi dell'organizzazione, che saranno accollati al settore pubblico nazionale, visto che i comitati organizzatori sono, de facto, "casse vuote".
Anche l'ingresso nel CIO ha spesso destato dubbi, in quanto non avviene attraverso elezione dei membri o nomina da parte di qualche ente governativo, ma tramite un meccanismo di cooptazione del presidente, e i membri non hanno la facoltà di esprimere opinioni ufficiali discordi dalla versione del CIO. L'amministrazione del CIO si svolge attraverso l'assemblea plenaria, ma il potere vero è in mano al comitato esecutivo, composto da quindici membri, tra cui il presidente del CIO, quattro vicepresidenti e altri dieci, che durano in carica quattro anni e sono scelti dall'assemblea con voto segreto.

## Simboli olimpici

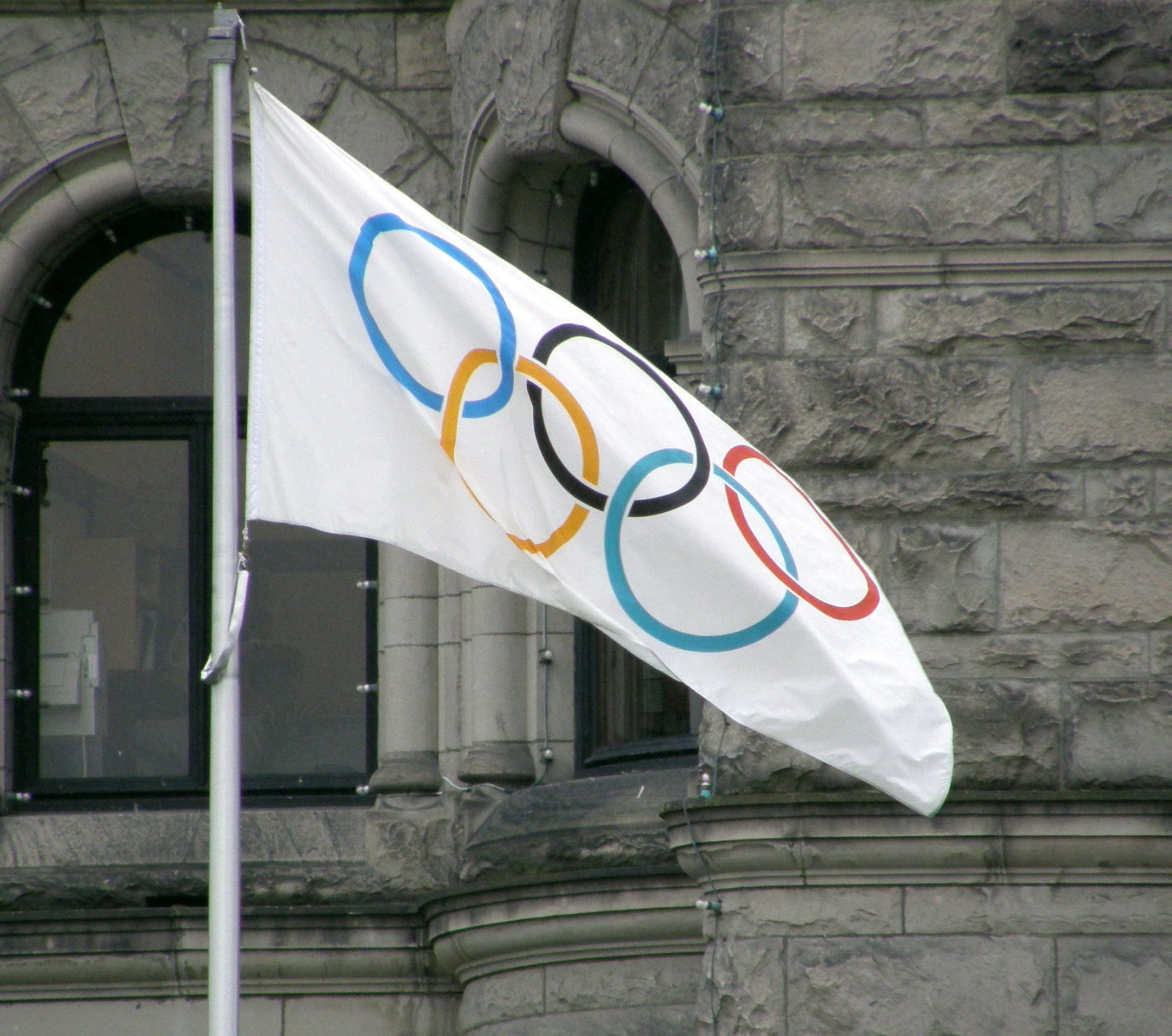
La bandiera olimpica

Il movimento olimpico utilizza diversi simboli, principalmente ispirati alle idee e agli ideali espressi da De Coubertin.
Probabilmente il simbolo più noto sono i cinque cerchi della bandiera olimpica, che viene issata a ogni edizione dei Giochi a partire dal 1920. Essa raffigura cinque anelli, di diverso colore, intrecciati in campo bianco. Gli anelli sono cinque come i continenti abitati: Africa, America, Asia, Europa e Oceania. L'intreccio degli anelli rappresenta l'universalità dello spirito olimpico.
I colori scelti per i cinque cerchi sono, da sinistra a destra: azzurro, giallo, nero, verde e rosso. Insieme al bianco dello sfondo, questi colori erano presenti nelle bandiere di tutte le nazioni del mondo nel momento in cui furono scelti. La combinazione dei colori simboleggia quindi tutti i Paesi.
(Pierre de Coubertin, 1931)
Sul Manuale Olimpico Ufficiale, fino al 1951, era riportata un'associazione tra colori dei cerchi e continenti. L'associazione fu poi ritirata dal CIO e dunque non è più ufficiale, ma ciò avvenne quando ormai essa si era diffusa a livello mondiale. L'associazione più comune è la seguente: l'Africa è rappresentata dal nero, l'America dal rosso, l'Asia dal giallo, l'Europa dal verde, l'Oceania dal blu. A volte l'Europa è invece associata al blu, per influenza della bandiera dell'Unione europea, e l'Oceania al verde. L'abolizione dell'associazione ufficiale tra colori dei cerchi e continenti fu dovuta al fatto che "...non è possibile trovare una prova certa che tale assegnazione di colori sia stata un'idea originale di P. de Coubertin, che potrebbe averla approvata in un momento successivo".
Il motto olimpico ufficiale è stato fino al 19 luglio 2021 "Citius, Altius, Fortius", un'espressione latina che significa "più veloce, più alto, più forte". La frase fu usata per la prima volta in occasione di Parigi 1924. Il 20 luglio 2021, durante la 138ª sessione del CIO svoltasi a Tokyo in occasione dei Giochi della XXXII Olimpiade, il motto è stato ufficialmente aggiornato in "Citius, Altius, Fortius - Communiter", traducibile in italiano come "più veloce, più alto, più forte - insieme".
Un altro motto, non ufficiale ma non meno diffuso, fu la famosa frase pronunciata da De Coubertin "L'importante non è vincere ma partecipare". Egli stesso, quando la pronunciò, ne citò la fonte: la predica di un vescovo della Pennsylvania durante le Olimpiadi del 1908. La frase originale diceva: "L'importante nella vita non è solo vincere, ma aver dato il massimo. Vincere senza combattere non è vincere". Il vescovo si chiamava Ethelbert Talbot.
La fiamma olimpica viene accesa a Olimpia, patria delle Olimpiadi dell'antichità, e poi portata da una staffetta di tedofori fino alla città che ospita i Giochi, dove servirà per accendere il braciere olimpico, che sarà spento una volta terminato l'evento.

## Cerimonie

### Cerimonia di apertura
La cerimonia di apertura di un'Olimpiade comprende diversi elementi.
Dopo il conto alla rovescia all'inizio dell'evento, si comincia con le attrazioni preparate dal Paese che ospita l'evento. Esse, normalmente, prevedono danze, canti e coreografie ispirate al folclore e alla storia del paese ospitante. Si continua con la sfilata dei paesi partecipanti, con gli atleti che marciano nello stadio divisi per nazione. I paesi sfilano secondo l'ordine alfabetico della lingua del paese ospitante (nel caso della Cina, le nazioni sono state disposte a seconda del numero dei tratti contenenti l'ideogramma del nome del Paese), con due sole eccezioni: la Grecia entra per prima (essendo la patria dei Giochi dell'antichità e avendo ospitato la prima edizione di quelli moderni), mentre il paese ospitante entra per ultimo nello stadio. Ogni delegazione nazionale è preceduta da un alfiere con la bandiera del paese. Fare il portabandiera della propria nazione alle Olimpiadi è considerato un grande onore, e spesso questo ruolo viene assegnato a uno degli atleti più rappresentativi. Al termine della sfilata, seguono i discorsi del presidente del Comitato Organizzatore dell'edizione dei giochi e del Presidente del Comitato Olimpico Internazionale. Quindi il capo di Stato del paese organizzatore apre formalmente l'Olimpiade.
Poi viene suonato l'inno olimpico e viene issata la bandiera olimpica vicino a quella del Paese ospitante. Successivamente, tutti i portabandiera si riuniscono attorno a un podio, dove un rappresentante degli atleti e uno dei giudici di gara (entrambi del paese ospitante) pronunciano il giuramento olimpico (reggendo il vessillo dei cinque cerchi), impegnandosi a nome di tutti a gareggiare e a giudicare secondo le regole che governano i Giochi olimpici.
Infine arriva il momento in cui la torcia con la fiamma olimpica entra nello stadio, dopo la lunga staffetta che nei mesi precedenti l'ha portata da Olimpia alla sede dei Giochi. All'ultimo tedoforo (spesso un atleta famoso o una personalità del paese ospitante) spetta il compito di accendere il braciere, in cui il fuoco olimpico arderà per tutta la durata dei Giochi. Contemporaneamente vengono liberate delle colombe, simbolo di pace.

### Cerimonia di chiusura
La cerimonia di chiusura è più semplice e meno formale di quella di apertura.
Gli atleti entrano nello stadio mescolati tra loro, senza distinzione per nazione. Vengono issate tre bandiere con i rispettivi inni: quella del paese ospitante, quella della Grecia, quella del paese futuro ospitante dei giochi.
Poi seguono i discorsi del presidente del comitato organizzatore e quello del presidente del CIO, il quale dichiara chiusi i giochi e invita i giovani del mondo a raccolta alla prossima edizione delle Olimpiadi tra quattro anni.
La bandiera olimpica viene calata. Una versione speciale di essa è consegnata al sindaco della città che ospiterà la successiva edizione delle Olimpiadi (il quale deve sventolarla otto volte).
Anche nella cerimonia di chiusura c'è spazio per la parte artistica, con richiami sia al paese che ha appena ospitato i Giochi, sia alla nazione che li ospiterà tra quattro anni, la quale viene presentata in un segmento di breve durata.
Dai Giochi estivi di Atene 2004 la premiazione della maratona maschile avviene durante la cerimonia di chiusura; dai Giochi invernali di Torino 2006 avviene la stessa cosa con la 50 km di fondo maschile.
Infine, la fiamma olimpica viene spenta.
L'utilizzo dei fuochi (spettacolo pirotecnico) a conclusione della cerimonia fa parte integrante del Protocollo Olimpico.

### Consegna delle medaglie
Al termine di ogni evento olimpico si tiene la cerimonia di premiazione. Il vincitore, e i concorrenti o squadre al secondo e terzo posto, salgono su un podio a tre piani per ricevere da parte di un membro del CIO la propria medaglia. Dopo la consegna, sono alzate le bandiere dei tre premiati mentre viene suonato l'inno della nazione dell'atleta vincente. Anche cittadini volontari della nazione ospitante possono presenziare alla cerimonia, assistendo i funzionari che presentano le medaglie e facendo da portabandiera. Nelle Olimpiadi estive, le cerimonie avvengono nella sede dove si è svolto l'evento, mentre le cerimonie invernali si tengono solitamente in un'apposita "piazza".
La prassi di mettere gli atleti su un podio risale ai Giochi invernali del 1932 ed è ripresa dai Giochi dell'Impero britannico del 1930, per la proposta di Melville Marks Robinson.

## Sport olimpici
Ai Giochi di Sydney 2000 erano presenti 28 discipline sportive, secondo la classificazione adottata dal CIO. Bisogna comunque tenere presente che a volte più sport vengono raggruppati sotto lo stesso nome (per esempio, nel nuoto sono compresi anche i tuffi). Soltanto cinque sport sono sempre stati presenti alle Olimpiadi sin dal 1896: atletica leggera, ciclismo, scherma, ginnastica (artistica, la ritmica fu introdotta solo nel 1984) e nuoto. All'elenco andrebbe aggiunto anche il canottaggio, che era in programma nel 1896, ma le gare furono annullate a causa del maltempo.
Nelle Olimpiadi invernali sci di fondo, bob a quattro, pattinaggio di figura, hockey su ghiaccio, combinata nordica, salto con gli sci e pattinaggio di velocità sono sempre stati presenti nei programmi dei Giochi olimpici invernali. Gare di pattinaggio di figura e hockey su ghiaccio erano già presenti nei giochi estivi prima dell'introduzione di giochi invernali separati. Altre, come sci alpino, slittino, curling, snowboard e biathlon sono state aggiunte nel corso degli anni.
Negli ultimi anni il CIO ha inserito nuovi sport nel programma olimpico, tra cui lo snowboard e il beach volley. Dagli anni venti in poi, nessuna disciplina era mai stata tolta dal programma olimpico ma, viste le dimensioni ormai raggiunte dall'evento olimpico, dopo il 2004 il CIO si è riservata la possibilità di escludere alcuni sport. Sport con poco seguito di pubblico o molto costosi sono destinati quindi a sparire dalle Olimpiadi: il baseball e il softball, ad esempio, non sono stati presenti a Londra nel 2012. Per l'edizione del 2016 il CIO ha approvato l'allargamento a 28 sport e ha quindi inserito ai 26 previsti per la rassegna precedente il golf e il rugby a 7 (già presente a Parigi 1900, Londra 1908 e Parigi 1924 come versione a 15).
Fino al 1992 alle Olimpiadi trovavano posto anche i cosiddetti "sport dimostrativi". Le gare di queste discipline si svolgevano contemporaneamente agli altri eventi olimpici, ma le medaglie assegnate non facevano parte del medagliere ufficiale. Spesso si trattava di sport molto popolari nel paese ospitante, ma poco noti a livello mondiale (per esempio, la palla basca a Barcellona 1992). In alcuni casi, come il baseball, il taekwondo e il curling, gli sport dimostrativi sono stati successivamente inclusi a pieno titolo nel programma olimpico.
Nel 2020 il CIO ha inserito una nuova disciplina, lo skateboard.

### Competizioni artistiche
L'inserimento delle competizioni d'arte nei giochi olimpici, desiderio primario del barone de Coubertin, che voleva mantenere l'impostazione originale dei giochi panellenici della Grecia antica, impose al Comitato Olimpico Internazionale di dare enfasi anche all'aspetto culturale e intellettuale, oltre che a quello fisico e sportivo, nell'organizzazione delle competizioni. Fu comunque necessario un certo periodo di tempo prima che gli artisti di tutto il mondo si convincessero a partecipare ai Giochi, trovando necessariamente la fonte di ispirazione per le loro creazioni nelle discipline sportive.
A partire dall'edizione di Stoccolma 1912, fino a quella di Berlino 1936, i Giochi si svolsero regolarmente (con la sola eccezione del 1916, per la guerra in corso), comprendendo diverse discipline artistiche. Dalle arti figurative (scultura e pittura), alla musica (canto e orchestra), all'architettura (progettazione e urbanistica), alla letteratura (epica e poesia). La seconda guerra mondiale interruppe il ciclo olimpico (1940, 1944), che riprese, comprendendo l'arte soltanto per un'edizione, con i Giochi di Londra 1948. Nelle successive edizioni, senza apparenti giustificazioni, se non la maggiore difficoltà a dimostrare la condizione dilettantistica dei concorrenti, i Giochi olimpici si svolsero senza il contributo culturale e intellettuale delle discipline artistiche, proseguendo fino ai giorni nostri nella veste attuale, pur aggiornandosi con l'esclusione o l'inserimento di discipline sportive sorpassate, ovvero di nuovo interesse. Oggi le discipline artistiche e culturali sono staccate completamente dai giochi, fatta eccezione per le esibizioni, fuori gara, di vari artisti alle cerimonie di apertura e di chiusura.

## Doping
Già dagli inizi del XX secolo si iniziarono a usare droghe al fine di ottenere prestazioni sportive migliori.
L'unica morte per doping avvenuta durante le Olimpiadi avvenne a Roma 1960, nella corsa di bici su strada. Il danese Knud Enemark Jensen cadde dalla sua bici e più tardi morì. L'autopsia rivelò che l'atleta era sotto l'influenza di anfetamine.
I test anti-doping furono introdotti dal CIO a partire dai Giochi del 1968. Il primo atleta a essere trovato positivo fu il pentatleta svedese Hans-Gunnar Liljenwall, proprio durante le Olimpiadi di Città del Messico, cui venne revocata la medaglia di bronzo. Settantatré atleti sono stati trovati positivi nei successivi 38 anni, tra cui molti vincitori di medaglie. La squalifica per doping più nota fu quella del velocista canadese Ben Johnson, che aveva vinto i 100 metri a Seul 1988 e fu poi trovato positivo agli steroidi anabolizzanti.
Nonostante i controlli, gli atleti hanno continuato a utilizzare sostanze dopanti nel corso degli anni. Nel 1990 la rilevazione di alcuni documenti denunciò il fatto che molte atlete della Germania Est erano costrette dai propri allenatori e preparatori ad assumere sostanze dopanti.
Nel caso in cui un atleta risulti positivo al doping in una competizione a squadre, automaticamente viene squalificata tutta la squadra. Clamorosa fu la squalifica della staffetta 4x100 giamaicana di Pechino 2008, composta da Usain Bolt, Asafa Powell, Michael Frater e Nesta Carter. Fu quest'ultimo a essere trovato positivo ben otto anni dopo la gara, causando di conseguenza la squalifica dell'intera squadra e la perdita della medaglia d'oro allora conquistata.
A oggi la battaglia del CIO si è fatta sempre più forte. Ne è dimostrazione il fatto che alle olimpiadi invernali di Torino 2006 solamente un atleta è stato trovato positivo al doping.
Il 10 novembre 1999 a Losanna il CIO ha fondato L'Agenzia mondiale antidoping, detta anche WADA, una fondazione a partecipazione mista pubblico-privata per coordinare la lotta contro il doping nello sport.

## Atleti olimpici

### Dilettanti e professionisti
Secondo de Coubertin gli atleti non dovevano gareggiare per denaro, e quindi fu deciso di non ammettere i professionisti ai Giochi olimpici. Nella storia delle Olimpiadi moderne questa regola ha generato diverse controversie.
Ad Atene 1896 l'iscrizione di Carlo Airoldi, maratoneta italiano che si era recato nella capitale greca a piedi impiegando 28 giorni, non venne accettata perché Airoldi fu ritenuto dalla giuria un atleta "professionista" in quanto aveva ricevuto una cifra aggirantesi fra le 2 000 e le 2 500 pesetas come premio a una competizione di qualche anno prima.
A Stoccolma 1912, Jim Thorpe vinse la medaglia d'oro nel pentathlon e nel decathlon, ma venne poi squalificato perché si scoprì che in precedenza aveva giocato a baseball a livello semi-professionistico. Le medaglie gli furono restituite dal CIO solo nel 1983.
In un'altra occasione, alle Olimpiadi invernali di Garmisch-Partenkirchen 1936, gli sciatori svizzeri e austriaci boicottarono i Giochi per protesta contro l'esclusione dei maestri di sci dalle gare, ritenuti professionisti perché guadagnavano denaro dallo sci.
Con il tempo molti si resero conto che la distinzione tra dilettanti e professionisti non aveva più molto senso. Per esempio, molti atleti dei paesi dell'Europa orientale erano ufficialmente dipendenti statali (fenomeno dell'Atleta di Stato), ma in realtà erano stipendiati per allenarsi quotidianamente, quindi erano dilettanti di nome, ma non di fatto. Ciò nonostante, il CIO continuò ancora per anni a sostenere nominalmente lo sport dilettantistico.
Negli anni ottanta le regole sul dilettantismo vennero allentate, e praticamente eliminate negli anni novanta. Questo permise, tra l'altro, agli USA di schierare per la prima volta ai Giochi di Barcellona 1992 una squadra di pallacanestro costituita dai migliori giocatori del campionato professionistico americano, il cosiddetto "Dream Team" ("la squadra dei sogni").
L'unica disciplina olimpica in cui non sono stati ammessi professionisti è la boxe, prima dell'olimpiade di Rio 2016, dove hanno potuto partecipare a seguito della decisione dell'AIBA di ammetterli in gara.
Per quanto riguarda il calcio, altro sport dove il professionismo è molto diffuso, nella versione maschile l'unico vincolo riguarda l'età: per ogni squadra sono ammessi al massimo tre "fuoriquota" che abbiano superato i 23 anni e non c'è obbligo di convocarli. Per un certo periodo invece fu in vigore una particolare regola che consentiva alle squadre UEFA e CONMEBOL di convocare giocatori mai presenti alla Coppa del mondo, limite che non avevano le altre confederazioni per ovvi motivi di competitività.
Rimangono comunque in vigore norme molto restrittive sulla pubblicità, almeno sui campi di gara, anche se ci sono molti "sponsor ufficiali olimpici". Sulle divise degli atleti può comparire solo il marchio della ditta produttrice, e anche questo non deve comunque superare delle dimensioni stabilite.

### Campioni olimpici e medagliati
Ai Giochi olimpici viene stilata una classifica per ogni gara.
Gli atleti, o le squadre, che si piazzano ai primi tre posti ricevono delle medaglie, mentre chi si classifica ai primi otto posti riceve un diploma olimpico. Ai vincitori va la medaglia d'oro, che in realtà è di argento placcato, ai secondi classificati va la medaglia d'argento, ai terzi la medaglia di bronzo. È usuale sostenere che il quarto classificato sia titolato della "medaglia di legno", in realtà non rappresenta nessun titolo onorifico, ma indica un modo di sottolineare la particolarità di chi per un soffio ha sfiorato l'alloro del podio olimpico. Le medaglie contribuiscono a infoltire il medagliere complessivo dei Giochi olimpici delle varie nazioni.
Questa pratica risale a Londra 1908. Ad Atene 1896 le medaglie erano solo per i primi due classificati, mentre a Parigi 1900 e a Saint Louis 1904 erano state date coppe e altri premi, anziché medaglie.
Dato che le Olimpiadi si tengono solo una volta ogni quattro anni (due se si considerano sia le edizioni estive sia quelle invernali), il pubblico e gli atleti di quasi tutti gli sport con l'esclusione di alcuni sport di squadra, come il calcio ad esempio, spesso le considerano molto più importanti dei campionati del mondo o di altri eventi internazionali, che si disputano più di frequente. Molti atleti sono diventati eroi nazionali o celebrità internazionali dopo aver vinto le Olimpiadi, in virtù dell'unicità dell'evento.
È molto difficile stabilire chi sia il più grande atleta olimpico di tutti i tempi, data la diversità degli sport e l'evoluzione delle Olimpiadi dal 1896 ad oggi.

### Atleti a medaglia in due differenti sport
Questa lista è suscettibile di variazioni e potrebbe essere incompleta o non aggiornata.
 Sono venti gli atleti che nella storia delle Olimpiadi (sia invernali sia estive) sono riusciti nell'impresa. Quattro atleti: Frank Kugler (USA), Carl Schuhmann (GER), Edwin Flack (AUS) e Viggo Jensen (DAN), hanno realizzato l'impresa in una delle prime tre edizioni dei Giochi olimpici estivi e altri quattro: Thorleif Haug (NOR), Johan Grøttumsbråten (NOR), Thoralf Strømstad (NOR), Oddbjørn Hagen (NOR), vi sono riusciti invece alle Olimpiadi invernali nello sci di fondo e la combinata nordica, discipline diverse ma troppo simili tra loro e che richiedono quindi una polivalenza limitata. L'elenco che segue è riferito ai restanti dodici atleti.
Ai Giochi invernali di Pyeongchang 2018 la ceca Ester Ledecká vinse la medaglia d'oro sia nella prova del super G (sci alpino) sia nello slalom gigante parallelo di snowboard.
Estive e invernali
- Eddie Eagan (1897/1967)  Stati Uniti - Pugilato 1/0/0 e bob 1/0/0
- Jacob Tullin Thams (1898/1954)  Norvegia - Sci di fondo 1/0/0 e vela 0/1/0
- Christa Luding (1959)  Germania Est - Pattinaggio su ghiaccio 2/1/1 e ciclismo 0/1/0
- Clara Hughes (1972)  Canada - Ciclismo 0/0/2 e pattinaggio su ghiaccio 1/1/2

Anche Gillis Grafström conquistò medaglie in due stagioni diverse di Olimpiadi, ma nello stesso sport invernale, poiché ad Anversa 1920 il pattinaggio di figura faceva parte del programma dei Giochi olimpici estivi.
Estive
- Otto Herschmann (1877/1942)  Austria - Nuoto 0/1/0 e scherma 0/1/0
- Paul Radmilovic (1896/1968)  Gran Bretagna - Nuoto 1/0/0 e pallanuoto 3/0/0
- Johnny Weissmuller (1904/1984)  Stati Uniti - Nuoto 5/0/0 e pallanuoto 0/0/1
- Roswitha Krause (1949)  Germania - Nuoto 0/1/0 e pallamano 1/1/0
- Tim Shaw (1957)  Stati Uniti - Pallanuoto 0/1/0 e nuoto 0/1/0
- Rebecca Romero (1980)  Gran Bretagna - Canottaggio 0/1/0 e ciclismo 1/0/0

Invernali
- Susi Erdmann (1968)  Germania Est - Slittino 0/1/1 e bob 0/0/1
- Gerda Weissensteiner (1969)  Italia - Slittino 1/0/0 e bob 0/0/1
- Ester Ledecká (1995)  Rep. Ceca - sci alpino 1/0/0 e snowboard 1/0/0

### Atleti sia olimpici sia paralimpici
Alcuni atleti hanno gareggiato sia ai Giochi olimpici sia ai Giochi paralimpici. In campo femminile la prima è stata la neozelandese Neroli Fairhall e, poco dopo, l'italiana Paola Fantato, nel tiro con l'arco ad Atlanta 1996; a loro seguirono la polacca Natalia Partyka nel tennistavolo a Pechino 2008 e la sudafricana Natalie du Toit nel nuoto sempre a Pechino 2008 e in precedenza anche l'ipovedente Marla Runyan aveva disputato la finale dei 1.500 m a Sydney 2000. Alla lista si è aggiunto il velocista sudafricano Oscar Pistorius che ha partecipato ai Giochi di Londra 2012.

## Edizioni dell'era moderna
La tabella seguente riporta tutte le edizioni dei Giochi olimpici estivi e invernali fino al 2034.
| Squadra Unificata (bandiera) | Squadra Unificata (bandiera) | Squadra Unificata (bandiera)  | Squadra Unificata (bandiera)      | Squadra Unificata (bandiera)                             | Squadra Unificata (bandiera) | Squadra Unificata (bandiera)    | Squadra Unificata (bandiera)     | Squadra Unificata (bandiera)       |
| Giochi olimpici estivi | Giochi olimpici estivi       | Giochi olimpici estivi        | Giochi olimpici estivi            |                                                          | Giochi olimpici invernali    | Giochi olimpici invernali       | Giochi olimpici invernali        | Giochi olimpici invernali          |
| Logo | Anno                         | Edizione                      | Sede                              | Logo                                                     | Anno                         | Edizione                        | Sede                             |                                    |
| --- | ---------------------------- | ----------------------------- | --------------------------------- | -------------------------------------------------------- | ---------------------------- | ------------------------------- | -------------------------------- | ---------------------------------- |
| | 1896                         | Giochi della I Olimpiade      | Atene, Grecia                     |                                                          |                              |                                 |                                  |                                    |
| | 1900                         | Giochi della II Olimpiade     | Parigi, Francia                   |                                                          |                              |                                 |                                  |                                    |
| | 1904                         | Giochi della III Olimpiade    | Saint Louis, Stati Uniti          |                                                          |                              |                                 |                                  |                                    |
| | 1908                         | Giochi della IV Olimpiade     | Londra, Regno Unito               |                                                          |                              |                                 |                                  |                                    |
| | 1912                         | Giochi della V Olimpiade      | Stoccolma, Svezia                 |                                                          |                              |                                 |                                  |                                    |
| I Giochi della VI Olimpiade non furono disputati a causa della prima guerra mondiale.                                                |                              |                               |                                   |                                                          |                              |                                 |                                  |                                    |
| | 1916                         | Giochi della VI Olimpiade     | Berlino, Germania                 |                                                          |                              |                                 |                                  |                                    |
| | 1920                         | Giochi della VII Olimpiade    | Anversa, Belgio                   |                                                          |                              |                                 |                                  |                                    |
| |                              |                               |                                   | Inizio delle celebrazioni dei Giochi olimpici invernali. |                              |                                 |                                  |                                    |
| | 1924                         | Giochi della VIII Olimpiade   | Parigi, Francia                   |                                                          | 1924                         | I Giochi olimpici invernali     | Chamonix-Mont-Blanc, Francia     |                                    |
| | 1928                         | Giochi della IX Olimpiade     | Amsterdam, Paesi Bassi            |                                                          | 1928                         | II Giochi olimpici invernali    | Sankt Moritz, Svizzera           |                                    |
| | 1932                         | Giochi della X Olimpiade      | Los Angeles, Stati Uniti          |                                                          | 1932                         | III Giochi olimpici invernali   | Lake Placid, Stati Uniti         |                                    |
| | 1936                         | Giochi della XI Olimpiade     | Berlino, Germania                 |                                                          | 1936                         | IV Giochi olimpici invernali    | Garmisch-Partenkirchen, Germania |                                    |
| I Giochi della XII e XIII Olimpiade e i V e VI Giochi olimpici invernali non furono disputati a causa della seconda guerra mondiale. |                              |                               |                                   |                                                          |                              |                                 |                                  |                                    |
| | 1940                         | Giochi della XII Olimpiade    | Tokyo, Giappone                   |                                                          |                              | 1940                            | V Giochi olimpici invernali      | Sapporo, Giappone                  |
| | 1944                         | Giochi della XIII Olimpiade   | Londra, Regno Unito               |                                                          | 1944                         | VI Giochi olimpici invernali    | Cortina d'Ampezzo, Italia        |                                    |
| | 1948                         | Giochi della XIV Olimpiade    | Londra, Regno Unito               |                                                          | 1948                         | V Giochi olimpici invernali     | Sankt Moritz, Svizzera           |                                    |
| | 1952                         | Giochi della XV Olimpiade     | Helsinki, Finlandia               |                                                          | 1952                         | VI Giochi olimpici invernali    | Oslo, Norvegia                   |                                    |
| | 1956                         | Giochi della XVI Olimpiade    | Melbourne, Australia              |                                                          | 1956                         | VII Giochi olimpici invernali   | Cortina d'Ampezzo, Italia        |                                    |
| | 1960                         | Giochi della XVII Olimpiade   | Roma, Italia                      |                                                          | 1960                         | VIII Giochi olimpici invernali  | Squaw Valley, Stati Uniti        |                                    |
| | 1964                         | Giochi della XVIII Olimpiade  | Tokyo, Giappone                   |                                                          | 1964                         | IX Giochi olimpici invernali    | Innsbruck, Austria               |                                    |
| | 1968                         | Giochi della XIX Olimpiade    | Città del Messico, Messico        |                                                          | 1968                         | X Giochi olimpici invernali     | Grenoble, Francia                |                                    |
| | 1972                         | Giochi della XX Olimpiade     | Monaco di Baviera, Germania Ovest |                                                          | 1972                         | XI Giochi olimpici invernali    | Sapporo, Giappone                |                                    |
| | 1976                         | Giochi della XXI Olimpiade    | Montréal, Canada                  |                                                          | 1976                         | XII Giochi olimpici invernali   | Innsbruck, Austria               |                                    |
| | 1980                         | Giochi della XXII Olimpiade   | Mosca, Unione Sovietica           |                                                          | 1980                         | XIII Giochi olimpici invernali  | Lake Placid, Stati Uniti         |                                    |
| | 1984                         | Giochi della XXIII Olimpiade  | Los Angeles, Stati Uniti          |                                                          | 1984                         | XIV Giochi olimpici invernali   | Sarajevo, Jugoslavia             |                                    |
| | 1988                         | Giochi della XXIV Olimpiade   | Seul, Corea del Sud               |                                                          | 1988                         | XV Giochi olimpici invernali    | Calgary, Canada                  |                                    |
| | 1992                         | Giochi della XXV Olimpiade    | Barcellona, Spagna                |                                                          | 1992                         | XVI Giochi olimpici invernali   | Albertville, Francia             |                                    |
| A partire dalla XVII edizione i Giochi olimpici invernali sono sfalsati di due anni rispetto ai Giochi olimpici estivi.              |                              |                               |                                   |                                                          |                              |                                 |                                  |                                    |
| | 1996                         | Giochi della XXVI Olimpiade   | Atlanta, Stati Uniti              |                                                          |                              | 1994                            | XVII Giochi olimpici invernali   | Lillehammer, Norvegia              |
| | 2000                         | Giochi della XXVII Olimpiade  | Sydney, Australia                 |                                                          | 1998                         | XVIII Giochi olimpici invernali | Nagano, Giappone                 |                                    |
| | 2004                         | Giochi della XXVIII Olimpiade | Atene, Grecia                     |                                                          | 2002                         | XIX Giochi olimpici invernali   | Salt Lake City, Stati Uniti      |                                    |
| | 2008                         | Giochi della XXIX Olimpiade   | Pechino, Cina                     |                                                          | 2006                         | XX Giochi olimpici invernali    | Torino, Italia                   |                                    |
| | 2012                         | Giochi della XXX Olimpiade    | Londra, Regno Unito               |                                                          | 2010                         | XXI Giochi olimpici invernali   | Vancouver, Canada                |                                    |
| | 2016                         | Giochi della XXXI Olimpiade   | Rio de Janeiro, Brasile           |                                                          | 2014                         | XXII Giochi olimpici invernali  | Soči, Russia                     |                                    |
| | 2020                         | Giochi della XXXII Olimpiade  | Tokyo, Giappone                   |                                                          | 2018                         | XXIII Giochi olimpici invernali | Pyeongchang, Corea del Sud       |                                    |
| | 2024                         | Giochi della XXXIII Olimpiade | Parigi, Francia                   |                                                          | 2022                         | XXIV Giochi olimpici invernali  | Pechino, Cina                    |                                    |
| | 2028                         | Giochi della XXXIV Olimpiade  | Los Angeles, Stati Uniti          |                                                          | 2026                         | XXV Giochi olimpici invernali   | Milano-Cortina d'Ampezzo, Italia |                                    |
| | 2032                         | Giochi della XXXV Olimpiade   | Brisbane, Australia               |                                                          | 2030                         | XXVI Giochi olimpici invernali  | Alpi francesi, Francia           |                                    |
| | 2036                         | Giochi della XXXVI Olimpiade  |                                   |                                                          |                              | 2034                            | XXVII Giochi olimpici invernali  | Salt Lake City - Utah, Stati Uniti |

## Film ufficiali dei Giochi olimpici
Nel maggio 2000 il CIO ha annunciato di avere acquisito i diritti di oltre 20 000 ore di materiale video realizzate fra Londra 1908 e Nagano 1998 sui Giochi olimpici. Il Comitato ha altresì comunicato la notizia dell'attivazione di un sito internet ufficiale, nonché di aver comprato i diritti dei precedenti film ufficiali dei Giochi, da Olympia di Leni Riefenstahl del 1936 ai film di Bud Greenspan.
I telespettatori italiani potevano vedere la maggior parte di questi film sulla rete televisiva satellitare ESPN Classic Sports che li ha nel proprio palinsesto e li ripropone periodicamente. Inoltre i DVD dei film sono disponibili sul mercato anglosassone in lingua originale e reperibili al pubblico italiano anche in rete.
- Film Ufficiale Stoccolma 1912 ("The Games of the V Olympiad Stockholm 1912", 2016) di Adrian Wood (170 minuti) - Distribuito sul sito ufficiale dei Giochi olimpici
- Les Jeux olympiques, Paris 1924 (idem, 1925) di Jean de Rovera (162 minuti)
- La IX Olimpiade di Amsterdam ("The Olympic Games, Amsterdam 1928", 1928) di Wilhelm Prager e Jules Perel (supervisione) - Distribuito in Italia per la prima volta nel 2016 sul sito ufficiale dei Giochi olimpici
- Olympia (Olympia: Fest der Völker & Olympia Fest der Schönheit, 1938), di Leni Riefenstahl (217 min) - Su Berlino 1936
- XIV Olympiad: The Glory of Sport (idem, 1948) di Castleton Knight (136 min) - Su Londra 1948
- Olympia 52 (idem, 1952) di Chris Marker (82 min) - Su Helsinki 1952
- Rendez-vous à Melbourne (idem, 1957) di René Lucot (110 min)
- La grande olimpiade (idem, 1961), di Romolo Marcellini (142 min) - Su Roma 1960
- Le olimpiadi di Tokyo (Tôkyô orimpikku, 1965), di Kon Ichikawa (170 min)
- Giochi olimpici (Olimpiada en México, 1969) di Alberto Isaac (240 min) - Su Città del Messico 1968
- Ciò che l'occhio non vede (Visions of Eight, 1973) di registi vari (110 min) - Su Monaco di Baviera 1972
- Jeux de la XXIème olympiade (idem, 1977) di registi vari (118 min) - Su Montréal 1976
- O sport, ty - mir! (О спорт, ты — мир!, 1981) di Jurij Nikolaevič Ozerov (120 min) - Su Mosca 1980
- 16 giorni di gloria (16 Days of Glory, 1986), di Bud Greenspan (145 min) - Su Los Angeles 1984
- Seoul '88: 16 Days of Glory (idem, 1989), di Bud Greenspan (157 min)
- Barcelona '92: 16 Days of Glory (idem, 1993), di Bud Greenspan (132 min)
- Atlanta's Olympic Glory (idem, 1997), di Bud Greenspan (210 min)
- Sydney 2000 Olympics: Bud Greenspan's Gold from Down Under (idem, 2001), di Bud Greenspan (120 min)
- Bud Greenspan's Athens 2004: Stories of Olympic Glory (idem, 2005) di Bud Greenspan (90 min) - Distribuito dalla rete televisiva Showtime[53]
- The Everlasting Flame: Beijing 2008 (idem, 2009), della regista cinese Gu Jun - Film presentato il 7 settembre 2009 al Montréal World Film Festival
- First (idem, 2013) di Caroline Rowland (109 min) - Su Londra 2012
- Days of Truce (idem, 2017) di Conspiração Filmes (90 min) -– Su Rio de Janeiro 2016